# Digimon Adventure 02 Kōhen: Chōzetsu Shinka!! Ōgon no Digimental
Série Digimon, le film
Bokura no Uō Gēmu!
Pour plus de détails, voir Fiche technique et Distribution.
Digimon Adventure 02: Hurricane Jouriku!! (1) Chōzetsu Shinka!! Ōgon no Digimental (2)  (前篇 デジモンハリケーン上陸！！ 後篇 超絶進化！！黄金のデジメンタル) est un court-métrage d'animation réalisé par Shigeyasu Yamauchi pour l'évènement Toei Animation Summer 2000, sorti au Japon le 8 juillet 2000. Cette production de Toei Animation d'une durée d'environ soixante-dix minutes est dérivée de la franchise et de la deuxième série télévisée d'animation Digimon. Le métrage est également mentionné officiellement par l'appellation « Digimon Hurricane ».
Le métrage est grandement remanié en un récit homogène dans le long métrage Digimon, le film de 2000, avec les deux premiers courts-métrages de la franchise, distribué par UFD en France et rapporte plus de 16 millions de dollars dans le monde pour un budget de production de 5 millions de dollars.

## Synopsis
Le petit Willis court joyeusement à travers une prairie américaine en compagnie de ses deux Digimon, Kokomon et Gummymon. Cependant, une petite tornade s'élève et lorsque Willis se retourne, Kokomon a disparu. Quelques années plus tard, T.K et Kari rendent visite à Mimi à New York lorsqu'ils tombent sur un Digimon qui fait alors disparaître Mimi ainsi que tous les autres digisauveurs dans une autre dimension. Il s'agit en réalité de Kokomon, digivolvé en Wendigomon, T.K., Kari et la nouvelle génération d'enfants sont néanmoins épargnés.
Les jeunes pris au piège rajeunissent peu à peu et il apparaît clairement que Wendigomon est à la poursuite de Willis, tel qu'il a connu avant leur séparation. Davis, Yolei et Cody se rendent à leur tour aux États-Unis pour venir en aide à leurs compagnons. Ils rencontrent en chemin Willis et son partenaire Terriermon, tandis que T.K. et Kari sont coincés dans un train. Wendigomon attaque le groupe avant de s'enfuir et Willis finit par avouer que l'antagoniste est bien son Digimon. Davis et les autres promettent de l'aider dans son choix de le mettre hors d'état de nuire.
Le lendemain, Wendigomon devient Antylamon et un combat s'engage avec le groupe d'enfants, l'antagoniste devient Cherubimon et il parvient à les mettre en difficultés. C'est alors que T.K. et Kari arrivent et qu'Angemon et Angewomon sauvent leurs amis. Cherubimon les envoie alors dans l'autre dimension et les protagonistes commencent à rajeunir à leur tour. Angemon et Angewomon se transforment en Seraphimon et Magnadramon, sans parvenir à se battre mais ils parviennent à donner deux digi-œufs dorés à Davis et Willis. Veemon et Terriermon se digivolve alors en Magnamon et Rapidmon, ils ne font pas le poids et ils sont absorbés par leur ennemi. Le groupe ne perd toutefois pas espoir et leurs encouragements permettent à Magnamon et Rapidmon de vaincre Cherubimon.
Celui-ci apparaît alors une dernière fois devant Willis, souriant et libéré du mal qui le rongeait, avant de disparaître. Davis dit à Willis qu'il est sûr que Kokomon reviendra. Alors qu'ils rentrent chez eux, Willis et Terriermon voient un digi-œuf flotter à proximité et courent retrouver leur ami Digimon.

## Fiche technique
- Réalisation : Shigeyasu Yamauchi
- Scénario : Reiko Koshida
- Studio d'animation : Toei Animation
- Musique : Takanori Arisawa
- Directeur de l'animation : Masahiro Aisawa
- Durée : 70 minutes
- Date de sortie : 8 juillet 2000 (Toei Animation Summer 2000)

## Production
Toei Animation organise des salons consacrés à l'animation chaque printemps et chaque été, avec des métrages illustrant leurs productions animées du moment,. Ce premier métrage dérivé de Digimon Adventure 02, le troisième métrage Digimon de la série, est sorti le 8 juillet 2000 à l'occasion du Toei Animation Summer 2000. Il a été réalisé par Shigeyasu Yamauchi.
Le métrage est produit en deux parties, avec une projection du métrage Magical Doremi entre les deux segments. Le métrage était initialement prévu pour être destiné à une distribution cinéma, sans interruption. Il présente des placements de produits, notamment pour la Mazda MPV 2000 et pour différentes compagnies.
La production est laborieuse ; la sortie de Bokura no Uō Gēmu! et de ce métrage n'étant séparées que de quatre mois, en mars et en juillet. Si la production jugeait qu'il était « impossible » de produire un film en quatre mois, une première intrigue a été ébauchée et approuvée immédiatement, mais au moment où l'équipe de production était sur le point d'en approfondir l'écriture, un coup de fil de la Toei Animation leur a été passé pour leur dire que l'intrigue telle qu'elle existait n'était pas tout à fait adaptée ; la crainte de la compagnie était que l'histoire soit trop déprimante et sentimentale, ce qui convient pour une production saisonnière au printemps, mais qu'en été, il fallait « plus d'action et plus de peps » ; la productrice a dû annoncer au reste de l'équipe que l'histoire en cours avait été rejetée ; l'équipe a failli « tomber à la renverse » à cause de ce changement radical, la scénariste Reiko Yoshida était épuisée par son travail sur le scénario rejeté et a dû se retirer temporairement ; après deux jours de réflexion, les producteurs Hiroyuki Sakurada et Hiromi Seki ont écrit ensemble cinq autres ébauches en une nuit pour le lundi, tout en étant exténués, plus six, sept scénarios séparément au cas où tout serait rejeté ; des intrigues mélancoliques, similaires au premier script, tout en remettant les types de scripts qu'ils voulaient.

## Accueil
L'évènement Toei Animation Summer 2000 rapporte 120 milliards de yens.
Cette production ne rencontre pas l'accueil escompté des fans au Japon et la qualité de l'œuvre a fait l'objet de critiques et comparaisons avec les productions précédentes, notamment du fait que la patte du réalisateur Shigeyasu Yamauchi est perceptible tout au long du métrage. La productrice du métrage Hiromi Seki considère Bokura no Uō Gēmu! comme étant « hollywoodien » et ce métrage comme étant « de l'indépendant européen ». Le 24 juillet 2006, l'ex-réalisateur de la Toei Animation, Mamoru Hosoda, pointe l'étrangeté d'un métrage « pas facile à voir (...) d'une spontanéité qui transcende la technique et la logique » ; le scénariste Yuichiro Oguro reproche à Hosoda de ne pas voir le « fun » du métrage ; le 30 mai 2018, le réalisateur de la deuxième série animée télévisée, Hiroyuki Kakudō déplore un manque de rigueur dans les métrages dérivés produits sans son implication ; le 27 février 2022, la productrice fait le « récit d'un moment difficile » à propos du métrage au Digimon Con 2022.
Digimon, le film
Aux États-Unis, la version internationale Digimon, le film rapporte un total de 9 631 153 $ au niveau national. En France, ce film enregistre un nombre total de 89 340 entrées, soit le 8e métrage d'animation japonais à licence dans le box office français (jusqu'en 2013) et rapporte plus de 16 millions de dollars dans le monde, pour un budget de production de 5 millions de dollars.

## Distribution

### Voix japonaises
- Ai Maeda : Mimi Tachikawa
- Aoi Tada : Terriermon
- Chika Sakamoto : Agumon
- Junko Noda : V-Mon
- Kae Araki : Hikari Yagami
- Koichi Tochika : Hawkmon
- Mamiko Noto : Chocomon
- Masami Kikuchi : Joe Kido
- Megumi Urawa : Armadimon et Iori Hida
- Miwa Matsumoto : Patamon
- Nami Miyahara : Willis
- Reiko Kiuchi : Daisuke Motomiya
- Rio Natsuki : Miyako Inoue
- Taisuke Yamamoto : Takeru Takaishi
- Tomomichi Nishimura : Wendigomon et Cherubimon
- Toshiko Fujita : Taichi Yagami
- Umi Tenjin : Koshiro Izumi
- Yuka Tokumitsu : Tailmon
- Yuko Mizutani : Sora Takenouchi
- Yuto Kazama : Yamato Ishida

### Voix françaises
- Annabelle Roux : Sora, Biyomon, Palmon
- Antoine Nouel : Terriermon, voix intertitres (version VHS uniquement), Gargomon, Rapidmon, l'oncle de Matt, le militaire, Armadillomon, Angemon, Seraphimon
- Donald Reignoux : Tai
- Dorothée Pousséo : Yolei, Cody
- Érik Colin : Keramon/Infermon/Diaboromon, MetalGreymon, MetalGarurumon, Omnimon
- Fabrice Trojani : Davis, Halsemon
- Franck Tordjman : Joe
- Gérard Surugue : Wargreymon, Raidramon, le chauffeur
- Hervé Rey : Botamon, Koromon, Agumon, Greymon
- Marie-Eugénie Maréchal : T.K (petit), Kari
- Michèle Lituac : Mimi, Mère de Tai, Gatomon, Angewomon, Magnadramon, opératrice téléphone, personne âgée du salon de coiffure
- Michel Prud'homme : Parrotmon, Digmon, Kokomon (Wendigomon), Antylamon, Gennai, Cherubimon, le livreur de pizza, journaliste TV, le vieux client du barbier, le professeur de Joe
- Natacha Gerritsen : Izzy, Patamon, Poromon, Hawkmon, la camionneuse
- Paolo Domingo : Willis
- Thierry Bourdon : TK (adolescent), Tentomon, Kabuterimon, le Barbier, DemiVeemon, Veemon, Flamedramon, Magnamon, Upamon, Armadillomon (une réplique)
- Valérie de Vulpian : Mère de Sora, la caissière

Adaptation : Laurence Salva-Vignes

## Différences avecDigimon, le film
La version internationale de 85 minutes produite par Saban Entertainment est un composite des courts métrages promotionnels Digimon Adventure, le film (1999), Bokura no Uō Gēmu! et de ce métrage Digimon 02 de 2000 et procède à plusieurs changements dans le ton, les dialogues et l'intrigue afin de former un tout cohérent en raison d'obligations contractuelles avec Toei Animation et Bandai ; ces métrages originaux sont indépendants. La production commence après que la 20th Century Fox ait souhaité proposer un long métrage de la franchise Digimon, ce qui n'existait pas au Japon. Davantage de dialogues sont intégrés, l'écriture est dans le style plus nerveux de la série d'animation en Amérique du Nord et en France.
La partition de Digimon, le film est une bande orchestrale originale élaborée pour le long métrage par les compositeurs Udi Harpaz et Amotz Plessner, exécutée par l'orchestre symphonique de Tel Aviv ; la bande-son est influencée par notamment le pop rock et le ska punk et elle retrouve également les morceaux de la série télévisée.
Ce dernier métrage inclus dans la compilation a été fortement amputé (passant de soixante-dix minutes à trente), y compris de son intrigue secondaire montrant les digisauveurs de la première saison capturé et rajeuni par Wendigomon pour parvenir à un résultat ne dépassant pas les 1h30 une fois les trois métrages combinés ; lorsque T.K. et Kari sont dans le train, celui-ci est d'abord rempli de voyageurs qui disparaissent ensuite à cause de Wendigomon, ils sont seuls dès le départ dans la version occidentale.
La productrice Terri-Lei O'Malley et le scénariste Jeff Nimoy voulaient utiliser les deux premiers courts métrages dans Digimon, le film et sortir le troisième métrage séparément en tant que téléfilm, mais l'idée est rejetée; beaucoup d'échanges entre Saban, Fox Family, 20th Century Fox, Toei Animation et le fabricant de jouets Bandai ont établi l'obligation d'utiliser les trois métrages mais que le troisième volet pouvait être considérablement réduit ; afin de promouvoir la seconde saison télévisuelle. Afin de relier les histoires des différents métrages entre elles, Nimoy et Bob Buchholz ont réécrit le métrage Adventure 02 pour que Willis soit aussi témoin et impliqué dans la création de Diaboromon,.

## Médias

### Vidéo
Aux États-Unis, l'éditeur américain Discotek Media annonce l'acquisition des droits de Digimon, le film en juillet 2023 pour une première sortie en Blu-ray, qui comprend également un doublage en anglais pour les métrages individuels, réunis en une seule collection avec le casting historique de cette production,. 